# Stasys Tumėnas

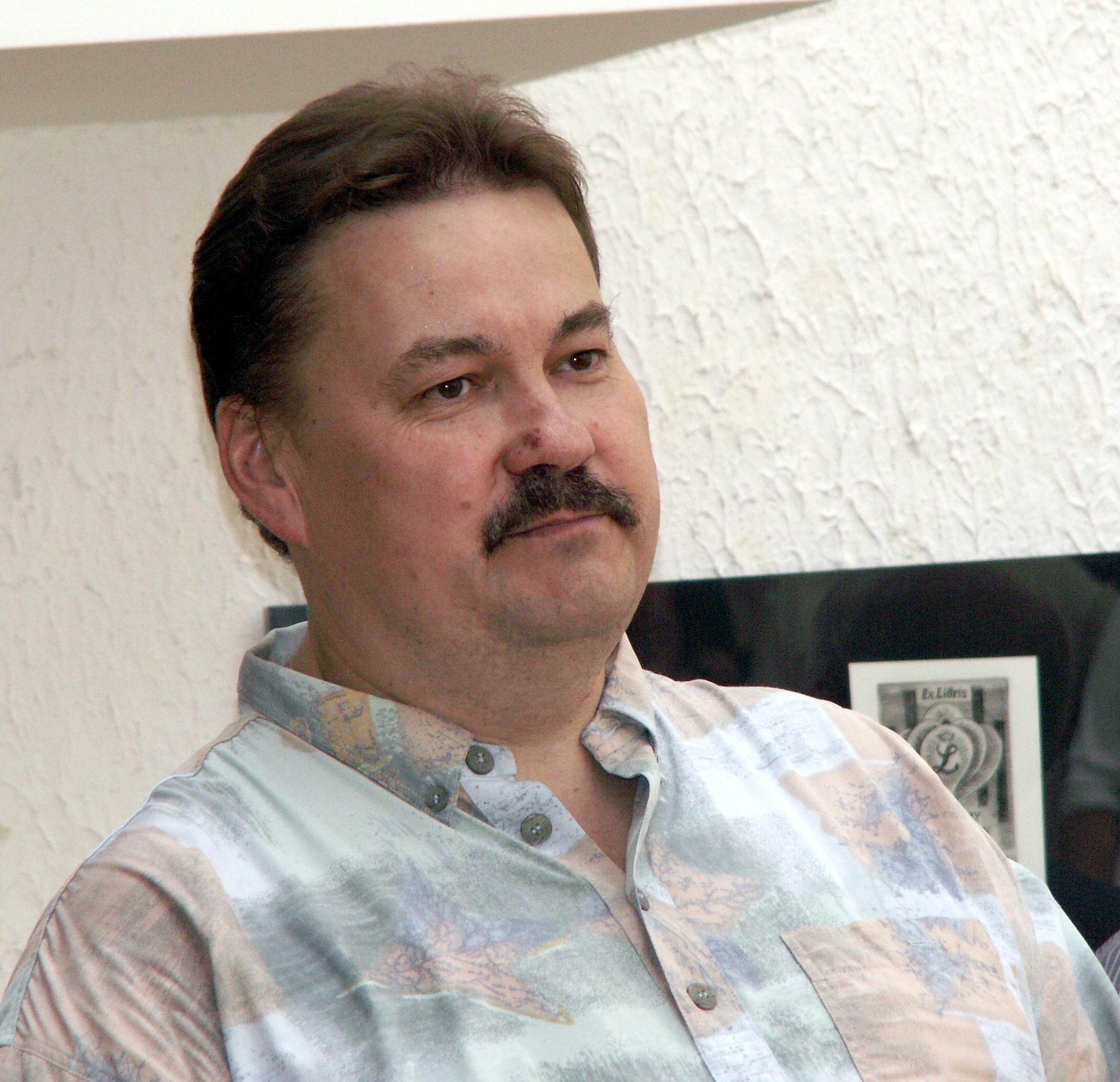

Stasys Tumėnas (* 7. Mai 1958 in Linkuva, Rajongemeinde Pakruojis) ist ein litauischer Journalist und Politiker,  Vizebürgermeister von Šiauliai.

## Leben
Nach dem Abitur 1976 an der Mittelschule Linkuva bei Pakruojis absolvierte er von 1977 bis 1981 das Diplomstudium und von 1985 bis 1988 die Aspirantur  an der Vilniaus universitetas. 1988 promovierte er in Geisteswissenschaften.
Ab 1981 lehrte er am Šiaulių pedagoginis institutas, ab 1997 an der Šiaulių universitetas. 
Ab 1989 war er stellv. Redakteur der Sąjūdis-Zeitung „Krivūlė“. Ab 1995 war er Inhaber und Direktor des Verlags „Šiaurės Lietuva“ (Nordlitauen). Er ist Herausgeber des Journals „Pradinis ugdymas“.
Seit 2011 ist er Mitglied des Rats der Stadtgemeinde Šiauliai, seit 2015 Vizebürgermeister von Šiauliai.

## Bibliografie
- Mažasis garso lingvistikos ir didaktikos žinynas, mokymo(si) priemonė. Bendraautorės Irena Ramaneckienė, Dalia Bernotienė. Šiauliai, Šiaulių universiteto leidykla, 2003
- Lietuvių kalba ne tik egzaminui, bet ir gyvenimui mokymo(si) priemonė. Bendraautoris Juozas Pabrėža. Šiauliai: Šiaurės Lietuva, 2007.